# Каскавел (мини-футбольный клуб)
«Каскаве́л» (порт. Cascavel Futsal Clube) — бразильский мини-футбольный клуб из одноимённого города в штате Парана. Чемпион Бразилии 2021 года, рекордсмен по количеству выигранных чемпионатов своего штата.

## История
Клуб был основан 3 января 1991 года, однако на профессиональном уровне стал выступать с 1996 года, попав в число участников второго («Серебряного») дивизиона чемпионата штата Парана. В 1998 году «Каскавел» выиграл этот турнир и получил путёвку в высший («Золотой») дивизион чемпионата Параны.
В 2003 году команда впервые стала чемпионом своего штата. Как это часто бывает с мини-футбольными клубами Бразилии, «Каскавел» часто менял названия, включая в него именования различных спонсоров. Ниже представлены названия «Каскавела» на языке оригинала в тех случаях, когда команда занимала минимум второе место в чемпионате Параны:
- 2003 — Colonia/Cascavel Futsal
- 2004 — Colônia/Diplomata/Cascavel Futsal
- 2005 — Diplomata/Cascavel Futsal
- 2007 — Cascavel Futsal (вице-чемпион)
- 2010 — Diplomata/Muffatão/Cascavel (вице-чемпион)
- 2011 — Cascavel Futsal
- 2012 — Diplomata/Muffatão/Cascavel
- 2013 — Cascavel Futsal (вице-чемпион)
- 2014 — Muffatão/Sol do Oriente/Cascavel Futsal (вице-чемпион)[1]
- 2020—2021 — Muffatão/Pluma/Sicredi/ADECCA Cascavel Futsal[2]

Несмотря на то, что «Каскавел» является самым титулованным клубом в штате Парана, до 2021 года он ни разу не добирался даже до финала чемпионата Бразилии. В декабре 2021 года «трёхцветные» не просто дошли до финала, но и довольно легко в двух матчах обыграли двукратных чемпионов «Магнус» — 3:1 и 6:0. Таким образом, «Каскавел» завоевал для своего штата третий титул чемпионов Бразилии — в 2018 и 2019 годах два турнира подряд выиграл «Пату».
Более 20 лет, с 1996 по 2018 год, «Каскавел» тренировал Ней Витор. В декабре 2020 года он подал в суд на свой бывший клуб, заявив о нарушении трудового договора. Однако «Каскавел» выиграл это дело. С 2019 по 2022 годы команду тренировал Касиано Кляйн. В 2024 году главным тренером назначен Дейвиди Хадсон (Адсон).

## Достижения
- Чемпион штата Парана (7): 2003, 2004, 2005, 2011, 2012, 2020, 2021
- Чемпион Второго дивизиона штата Парана (1): 1998
- Чемпион Бразилии (1): 2021
- Кубок Либертадорес (2): 2022, 2023